# Lesió de Janeway
Les lesions de Janeway són lesions rares, no molestes al tacte, petites lesions eritematoses, hemorràgiques, maculars, papulars o nodulars als palmells o a les plantes, de només uns pocs mil·límetres de diàmetre que s'associen amb endocarditis infecciosa i sovint no es poden distingir dels nòduls d'Osler.